# Zemst
Zemst es un municipio belga perteneciente a la provincia de Brabante Flamenco, en el distrito de Halle-Vilvoorde.
A 1 de enero de 2018 tiene 23 325 habitantes.
En su término municipal se halla el centro deportivo provincial Domein Hofstade. Zemst es el lugar de origen del ciclista Jan Lauwers.

## Geografía
Se ubica sobre las carreteras E19 y N1, entre Vilvoorde y Malinas y esta bañada por el río Zenne. Su superficie es de 42,83 km².

### Secciones del municipio
El municipio comprende los antiguos municipios, que se fusionaron en 1977:
| - Zemst - Eppegem - Hofstade - Elewijt - Weerde |

## Demografía

### Evolución
Todos los datos históricos relativos al actual municipio, el siguiente gráfico refleja su evolución demográfica, incluyendo municipios después de efectuada la fusión el 1 de enero de 1977.
| Gráfica de evolución demográfica de Zemst entre 1846 y 2020 |
|                                                             |